# Anakonda 4: Krvava pot
Anakonda 4: Krvava pot (izvirni angleški naslov Anacondas 4: Trail of Blood) je televizijska grozljivka iz leta 2009, delo režiserja Dona E. FauntLeRoya. Film je nadaljevanje Anakonde 3: Potomstvo in je četrti del iz filmske serije Anakonda (Anaconda). Svojo premiero je film doživel 28. februarja 2009 na programu Sci-Fi Channel.

## Vsebina
Mladič anakonde, ki je bil ujet ob koncu prejšnjega filma, je uporabljen za eksperimente Petra Reysnerja, ki s pomočjo krvavih orhidej iz Bornea ustvari, da anakonda še bolj zraste in živi dlje. Prav tako ustvari serum za obnovitev celic. Toda anakonda pobegne in Petra ubije blizu nahajališča krvavih orhidej. J.D. Murdoch je milijarder, ki trpi za kostnim rakom, zato pošlje svojega plačanca Eugena in njegove morilce, da bi našli serum, ki ga je ustvaril Peter, saj mu lahko še samo to pomaga. Prav tako jih opozori na dr. Amando Hayes, ter da jo naj ubijejo če bo potrebno. Dr. Amanda Hayes s še dvema možema išče Petra, da bi uničila serum in ubila kačo.
Na njihovi poti, Amanda sreča študenta patologije, ki se je izgubil v romunskih Karpatih. Ko najdejo nahajališče krvavih orhidej, jih Amanda razstreli. Toda pojavi se anakonda, ki ubija oba njena moža. Ko Amanda in Alex pobegneta, pade Amanda v nezavest, Alex pa odhiti po pomoč. Medtem skupina ljudi (Scott, Jackson, Patrick, Wendy in Heather), iščejo bazno postajo znanstvenikov, vendar so prisiljeni iskati kačo. Zaradi seruma anakonda ne more umreti in njeni organi se takoj obnavljajo. Heather zboli zaradi ugriza pajka. Naslednji dan je večina ljudi napadena po požreta s strani anakonde. Ubije tudi enega izmed lovcev, ki delajo za Murdocha. Eugene in njegov pomočnik najdejo Amando in Jacksonovo skupino, ter jih ujameta. Eugene ustreli že ranjenaga Patricka zaradi kače in s strelom rani Wendy, ki skuša pobegniti.
Kača jih najde in požre Leilo in Hakeema. Amanda in Jackson sta s strani enega izmed Eugenovih plačancev, prisiljena najti serum. Ko ga najdeta v Petrovi hiši ga skrijeta. Anakonda napade in enega izmed mož ubije. Medtem, ko se poskušajo ostali boriti, Amanda in Alex pobegneta. Kasneje anakonda zasleduje Scotta in Amando. Scott se žrtvuje, da bi Amanda pridobila več časa za pobeg. Anakondo polije z bencinom in vžgi, vendar anakonda preživi in pobegne.
Nato se v kampu pojavi Murdoch, ki je v šoku, da se je Eugene pridružil njegovemu nasprotniku Vasilu. Jackson zabode Eugena in ustreli Murdochovega rivala, nato pa napade še Armona. Jackson je ustreljen, Amanda pa nato s pištolo še ubije Armona. Murdoch grozi Amandi s smrtjo, če mu ne da seruma. Ko mu ga ta da, Murdoch spusti preživele. Vbrizga si injekcijo z zavedanjem, da serum zares pomaga, vendar ga ubije anakonda. Amanda dokončno uniči krvave orhideje in s Jacksonom, Alexom in Heather pobegne z džipom. Takrat jih še poslednjič napade Eugene, vendar ga Amanda z granatami v roki vrže z vozila in tako ga kača požre. Ostali pobegnejo, se anakonda spet prenovljena pojavi v gozdu.

## Igralci
- Crystal Allen kot Amanda Hayes
- John Rhys-Davies kot Peter ''J.D''. Murdoch
- Linden Ashby kot Jackson
- Ana Ularu kot Heather
- Emil Hostina kot Eugene
- Danny Midwinter kot Scott
- Călin Stanciu kot Alex
- Anca Androne kot Wendy
- Alexandru Potoceanu kot Roland / Patrick
- Claudiu Bleont kot Armon
- Claudiu Bleont kot Armon
- Dan Badarau kot Vasile
- Zoltan Butuc kot Peter Reysner